# Пелль, Аксель Руди
Аксель Руди Пелль (нем. Axel Rudi Pell; 27 июня 1960, Ваттеншейд, Арнсберг, ФРГ) — немецкий гитарист, играющий в стиле мелодичный хеви-метал, а также композитор и музыкальный продюсер. Основатель одноимённого проекта Axel Rudi Pell.

## Биография
Начинал карьеру в метал-группе Steeler. После ухода из коллектива Пелль тут же организовал собственный проект и назвал его Axel Rudi Pell. К себе в компанию Аксель подобрал довольно известных музыкантов — в первый состав ARP вошли ударник Йорг Михаэль (Stratovarius, Rage, Mekong Delta), вокалист Чарли Хан (Gary Moore, Victory), басисты Волькер Кравчак (Steeler) и Йорг Дейзингер (Bonfire). Уже с первого диска стали чётко ясны ориентиры Пелля — гитарист вёл свою команду курсом, проложенным Ричи Блэкмором во времена Rainbow. Мелодичный метал с примесью неоклассики и сентиментальными хуками — таков рецепт практически всех альбомов ARP.
Вторая пластинка, Nasty Reputation, записывалась уже с Робом Роком у микрофона, однако после релиза этот вокалист вернулся в Impellitteri. Пришлось срочно подыскивать нового фронтмена, и оставшуюся часть промотура группа доигрывала с бывшим партнёром Мальмстина Джеффом Скоттом Сото.
С приходом Джеффа состав группы надолго стабилизировался, и дальнейшие рокировки касались лишь клавишников. В 1993 году Пелль выпустив сборник баллад с соответствующим названием, ориентированный на женскую аудиторию. Альбом был положительно принят публикой и в дальнейшем гитарист со своей группой продолжил записывать диски из этой серии : The Ballads II, The Ballads III, The Ballads IV, The Ballads V. Между тем Axel Rudi Pell заняли видное место на немецкой металлической сцене и, начиная с 1994 года, практически каждый их студийный альбом проводил в национальных чартах не менее двух недель. В 1998 году коллективу всё же пришлось расстаться с Сото, а вместо него Аксель представил публике вокалиста Hardline Джонни Джиоэли.
Одновременно в команде появился клавишник Ферди Дорнберг, сменивший на этом посту Кристиана Вольфа. На этом кадровые перестановки не закончились, так как после выхода Oceans of Time группу покинул Йорг Михаэль. В декабрьском турне 1998 года место за ударной установкой занял бывший коллега Ингви Мальмстина и Тони Макалпина Майк Террана.
После выпуска второй пластинки с балладами Axel Rudi Pell приняли участие в создании альбома, посвящённого любимому вокалисту Акселя, Ронни Джеймсу Дио, исполнив классическую вещь из репертуара Rainbow «Still I’m Sad». В том же 1999 году коллектив провёл успешный клубный тур и появился на фестивале в Ваккене. На следующий год после выхода The Masquerade Ball Пелль решил, что пора обзавестись сборником лучших песен и по результатам опроса, проведённого на сайте Axel Rudi Pel, составил двойную компиляцию под названием The Wizards Chosen Few. В 2002 и в 2004 годах вышло по два альбома ARP. Но если в первом случае студийная работа сопровождалась выпуском концертника, то во втором ей сопутствовал еще один балладный сборник.
В 2005-м команда Пелля ограничилась фестивальными выступлениями и серией одиночных концертов, а на следующий год вернулась к студийной работе. Альбом Mystica занял 27-е место в немецких чартах, всего на пять пунктов не дотянув до рекорда, установленного с Shadow Zone. Свою очередную пластинку, названную Diamonds Unlocked, Аксель составил из кавер-версий песен любимых исполнителей.

## Состав группы

### Текущий состав
- Аксель Руди Пелль (гитара)
- Джонни Джиоэли (вокал)
- Ферди Дорнберг[англ.] (клавишные)
- Фолькер Кравчак[англ.] (бас-гитара)
- Бобби Рондинелли (ударные)

### Бывшие участники

#### Вокал
- Чарли Хан[англ.] (1989)
- Роб Рок (1991)
- Джефф Скотт Сото (1992—1997)

#### Бас-гитара
- Йорг Дайзингер[англ.] (1989)
- Томас Смушински[нем.] (1989)

#### Ударные
- Йорг Михаэль (1989—1998)
- Майк Террана (1998—2013)

#### Клавишные
- Георг Хан[англ.] (1989)
- Рюдигер Кёниг[англ.] (1989)
- Кай Раглевски[англ.] (1991—1992)
- Жюли Гро[англ.] (1993—1996)
- Кристиан Вольфф[англ.] (1997)

## Дискография

### Студийные альбомы
- Wild Obsession (1989)
- Nasty Reputation (1991)
- Eternal Prisoner (1992)
- Between the Walls (1994)
- Black Moon Pyramid (1996)
- Magic (1997)
- Oceans of Time (1998)
- The Masquerade Ball (2000)
- Shadow Zone (2002)
- Kings and Queens (2004)
- Mystica (2006)
- Diamonds Unlocked (2007)
- Tales of the Crown (2008)
- The Crest (2010)
- Circle of the Oath (2012)
- Into the Storm (2014)
- Game of Sins (2016)
- Knights Call (2018)
- Sign Of The Times (2020)
- Diamonds Unlocked II (2021)
- Lost XXIII (2022)
- Risen Symbol (2024)

### Сборники
- The Ballads (1993)
- The Ballads II (1999)
- The Wizard's Chosen Few (2000)
- The Ballads III (2004)
- The Best of Axel Rudi Pell: Anniversary Edition (2009)
- The Ballads IV (2011)
- The Ballads V (2017)

### Концертные альбомы
- Made in Germany (1995)
- Knights Live (2002)
- Live On Fire (2013)

### DVD
- Knight Treasures (Live and More) (2002)
- Live Over Europe (2008)
- One Night Live (2010)
- Live On Fire (2013)